# Francesc Farreras
Pour les articles homonymes, voir Farreras.
Francesc Farreras i Duran, né à Manrèse en 1900 et mort à Cuernavaca en 1985, est un ingénieur, journaliste et homme politique espagnol.

## Biographie
Il fait des études d'ingénieur agronome, mais entame une carrière de journaliste dans les publications locales Pla de Bages, El Día et dans l'hebdomadaire politique de sa ville natale, dont il devient plus tard le directeur. Il participe alors à la fondation des groupes Joventut Nacionalista de Manresa (Jeunesse nationaliste de Manresa) et Centre Republicà (Centre républicain).
En 1931 il est élu député de la Députation provisoire de la Generalitat de Catalogne, puis au Parlement de Catalogne pour Esquerra Republicana de Catalunya. Il est nommé premier secrétaire puis directeur général du conseil d'agriculture entre 1931 et 1933. Il est également secrétaire des bois, de la chasse et de la pêche fluviale ainsi que président de la commission du budget du Parlement.
À l'éclatement de la guerre civile, il combat au front d'Aragon. Durant le conflit, il est délégué du gouvernement catalan à la Caisse d'épargne de la Generalitat. En 1942, il s'installe au Mexique, où il travaille dans le secteur pharmaceutique et contribue à diverses entités et publications relatives à la culture catalane. En 1954 il est nommé président du Parlement de Catalogne en exil, charge dont il démissionne en 1980 après le retour de la démocratie.